# Наутилус (підводний човен)

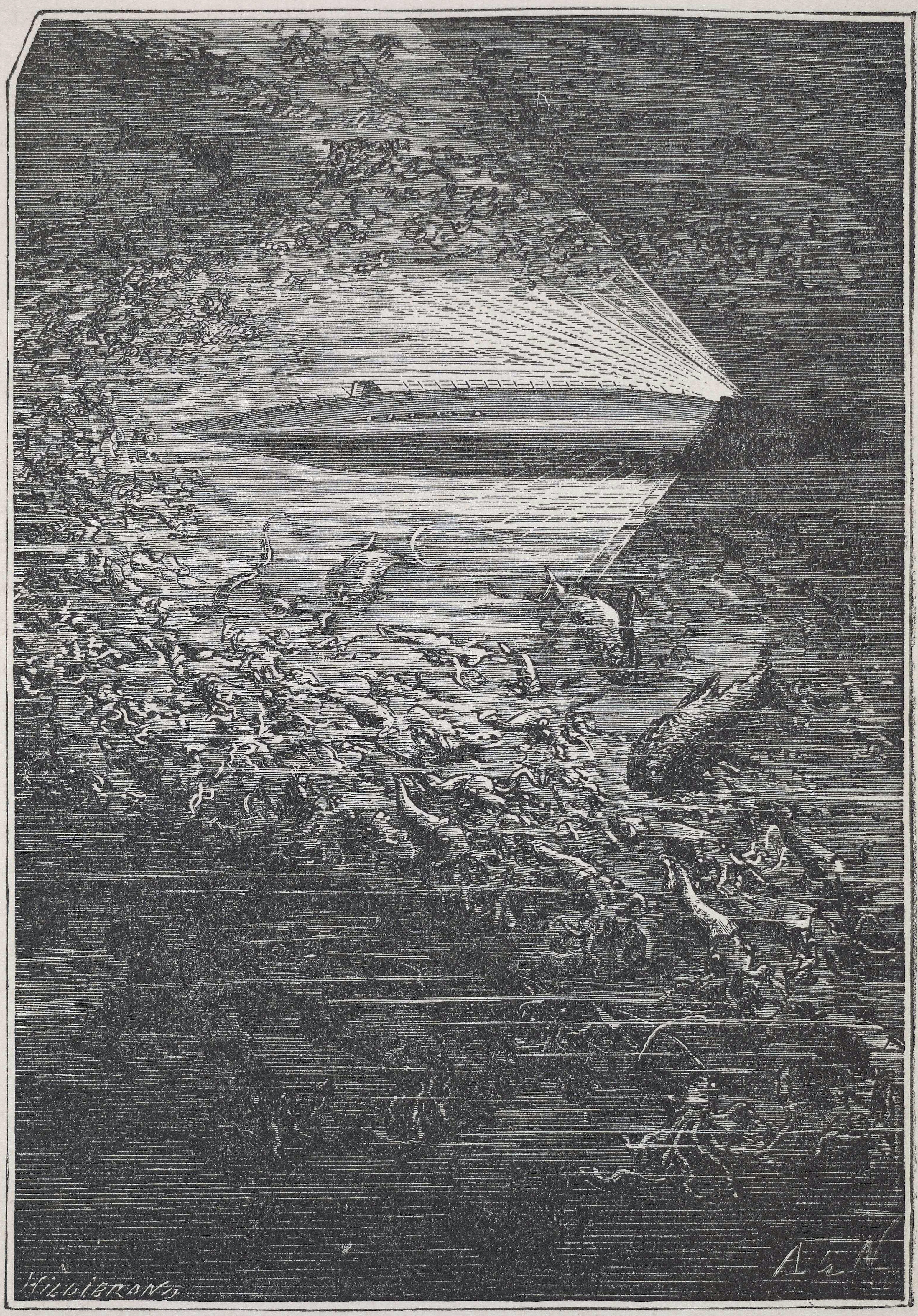
«Наутілус» у поданні художника Невіля

«Наутилус» (фр. Nautilus) — вигаданий підводний човен капітана Немо з фантастичних творів Жуля Верна «Двадцять тисяч льє під водою» і «Таємничий острів». Вперше з'явившись у «20 000 льє під водою» (1869), він вірно служить своєму капітанові, невибагливий і надійний, маючи неймовірні як для свого часу, так і, частково, для теперішнього, технічні характеристики. Так, за сім місяців він здолав відстань 20 000 льє (близько 90 000 км), що більше ніж удвічі перевищує довжину екватора, опустився на дно океану, а потім зумів вибратися з сильного виру. Він був знаряддям помсти і водночас дослідною лабораторією, потопив кілька кораблів і допоміг знайти Атлантиду. «Наутілус» став втіленням технічного прогресу, а його ім'я стало найбільш популярним серед субмарин. Завдяки йому Жуля Верна стали називати «батьком підводних човнів». На честь «Наутілуса» називають електронні прилади, комп'ютери, космічні апарати, а також ресторани, готелі, рок-гурти та спортивні клуби.

## Поява «Наутилуса» у фантазії письменника
Образ величезного підводного корабля виник у Жуля Верна не відразу. Своєю появою у фантазії письменника «Наутілус» зобов'язаний, перш за все, своєму капітан Немо. 1866 року Жуль Верн пише своєму видавцеві Етцелю:
Треба, щоб мій невідомий не мав ні найменшого дотику з рештою людства, від якого він повністю відділений. Він і не живе на землі, він обходиться без землі. Моря йому досить, але треба, щоб море давало йому все, аж до одягу та їжі. Ніколи він не ступає ногою на якийсь із материків …

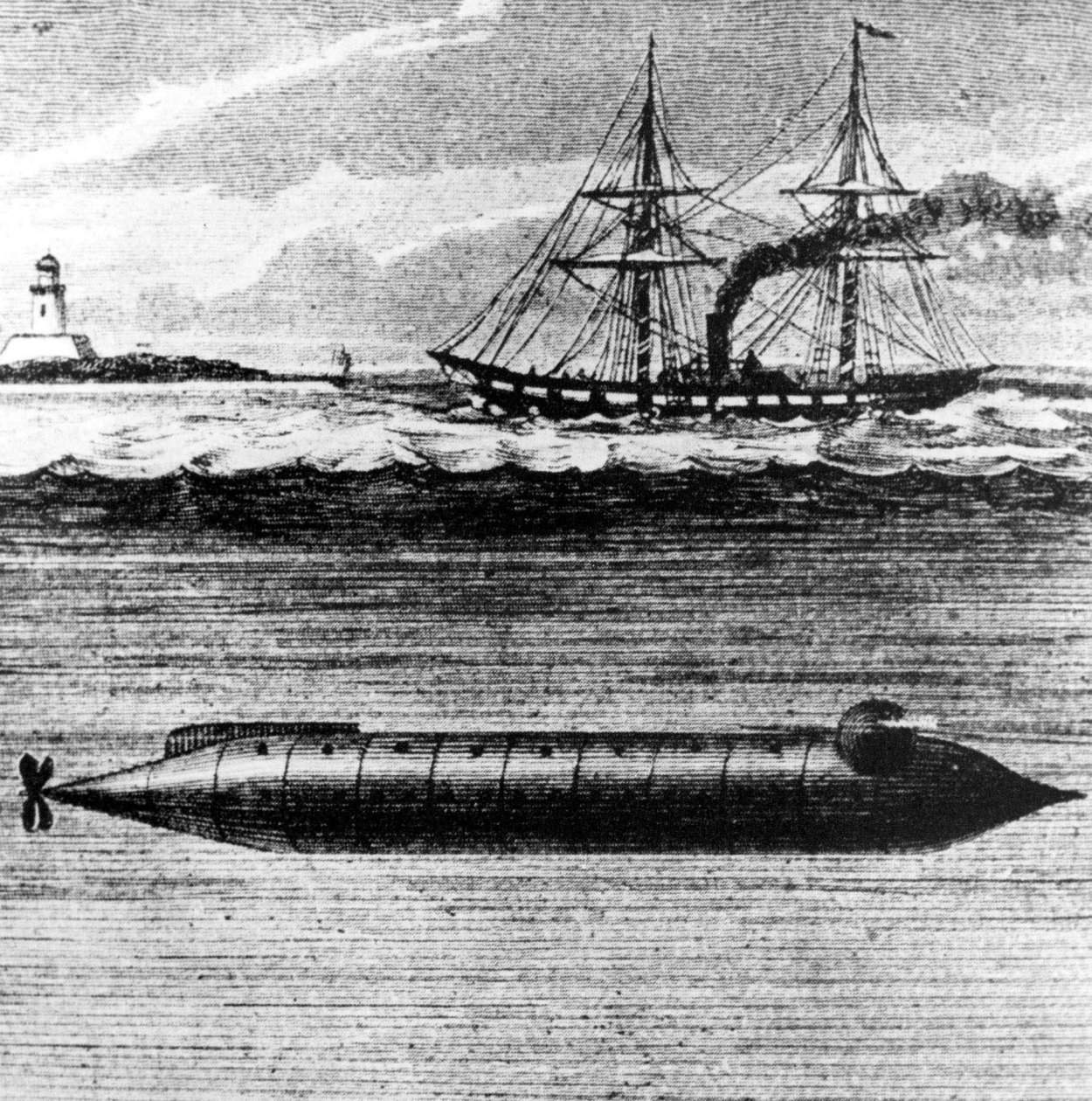
«Alligator»

Письменник вирішив помістити свого героя в глибини океану, а для цього йому потрібен був підводний корабель. Так почав формуватися образ майбутнього «Наутілуса». У 1860-х роках підводні човни були вже досить відомі, їх будували в низці країн, і письменник досить добре знав про них. Так, ще в 1862 році він бачив споруджуваний «Plongeur» («Нирець»), який вважали справжнім гігантом серед субмарин. 1867 року, повернувшись до Парижа після подорожі до США, Верн відвідав Всесвітню виставку на Марсовому полі, де були представлені «Фея Електрики», проект майбутнього Суецького каналу, а також технології перших підводних човнів і скафандрів, багато з яких письменник пізніше впровадив на своєму фантастичному підводному кораблі.
Важко точно визначити, який саме підводний човен став остаточним прообразом «Наутилуса». Так, зовні він дуже схожий на американську субмарину Алігатор, спущену на воду в 1862 році. Однак за внутрішнім обладнанням «Наутилус» ближче всього до французького «Plongeur»: резервуар для стисненого повітря в носовій частині, механічний привід гвинта, продування баластних цистерн з допомогою стисненого повітря, а також величезні в порівнянні з іншими субмаринами розміри.

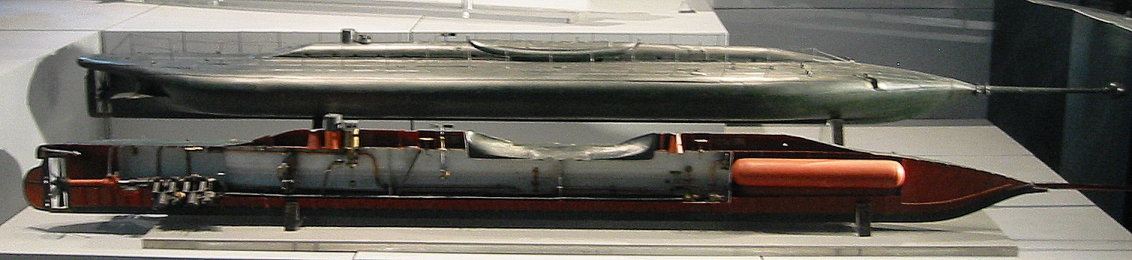
Модель «Plongeur» в Національному морському музеї, Париж

Вельми поширена думка, що «Наутілус» названо на честь однойменного човна Роберта Фултона, якого той у травні 1801 року демонстрував парижанам на Сіні. Проте у своїх творах Верн, який народився в 1828 році, жодного разу не згадує його ім'я, тим більше що Фултон пропонував свої субмарини не лише Франції, але й її потенційному ворогові — Англії. Таким чином, Верн не мав жодних підстав називати вигаданий підводний корабель на честь реально існуючого. Більш того, в романі «20 000 льє під водою» описується епізод, коли пасажири «Наутілуса» спостерігають за зграєю молюсків наутілусів (в романі їх називають аргонавтами) і порівнюють молюсків і їх раковини з капітаном Немо і його кораблем. Цей же епізод розкриває зміст девізу «Наутілуса» — «Рухомий в рухоме» («Mobilis in mobili»).

## «Наутілус» у літературних творах Жуля Верна

### Створення
Після поразки повстання сипаїв в Індії та повернення панування Британії принц Даккар, втративши дружину і двох дітей, разом зі жменькою вірних йому людей перебирається на віддалений острівець у Тихому океані. Там він проектує і створює креслення свого майбутнього підводного човна. Потім він розсилає замовлення з кресленнями на виготовлення окремих вузлів човна у різні кінці світу, підписуючи всі креслення різними іменами і вказуючи вигадане призначення кожного замовлення. Кіль створюється у Крезо, гребний вал у «Пена і компанії» в Лондоні, листова обшивка корпусу в Лерда в Ліверпулі, гвинт у Скотта в Глазго, резервуари в «Кайля і компанії» в Парижі, машини в Круппа в Пруссії, таран в майстернях Мутали в Швеції, вимірювальні прилади в братів Гарт у Нью-Йорку і т. д. Після цього принц Даккар, який відтепер називає себе капітаном Немо, створює на острівці дерев'яну верф, де й збирає корабель, який дістає назву «Наутілус». Після складання корабля Немо спалює всі сліди перебування людей на острові і на своєму кораблі починає подорож у морських глибинах.

### Конструкція

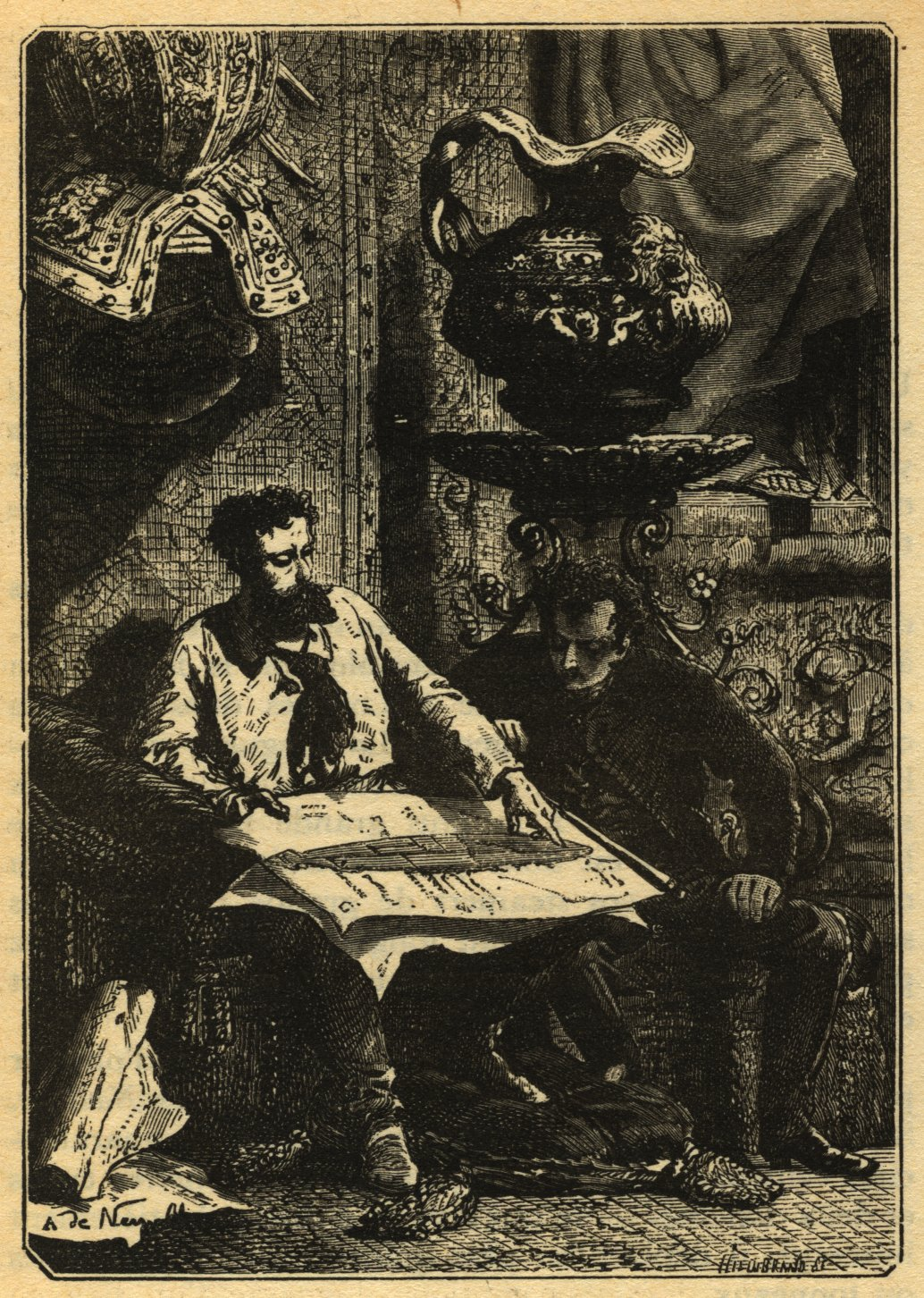
Капітан Немо і професор Ароннакс над планом «Наутілуса»

Корабель має веретеноподібну форму, завдовжки 70 м, завширшки — до 8 м. Підводна водотоннажність човна становить 1500,2 т, надводна — 1356,48 т (9/10 від підводної). «Наутілус» має два корпуси, один зовнішній, інший внутрішній; вони з'єднані між собою залізними балками, що мають двотавровий перетин, які надають судну надзвичайну міцність, заклепувальні з'єднання замінені зварюванням. Подвійна обшивка корабля виготовлена з листової сталі, питома вага якої дорівнює 7,8 т/м3. Товщина зовнішньої обшивки не менше як 5 см, кіль — 50 см заввишки і 25 см завширшки. Також під час опису конструкції Немо говорить про горизонтальні стерна, які розміщені посередині корпусу з боків і використовуються для керування глибиною занурення і, зокрема, якщо необхідно зануритись на максимальну глибину (їх використання демонструється в епізоді, коли «Наутілус» занурюється на 16 кілометрів в Атлантичному океані). Ніс увінчаний головною зброєю човна — таран, має у перетині форму рівнобедреного трикутника. У кормі розміщений гребний гвинт діаметром 6 метрів, його максимальна частота обертання — 120 об/хв.
У верхній частині виступають 2 надбудови — рубка і трохи позаду неї кабіна для прожектора з рефлектором; перед атакою «Наутілуса» вони заходять всередину корпусу. Посередині розміщена рятувальна шлюпка, яка кріпиться до корпусу корабля кількома болтами, а зверху її прикриває навіс, який легко розбирається. Також уздовж «палуби» встановлено огорожу, що перед атакою забирається в корпус. З обох бортів розміщені великі овальні ілюмінатори, для скління яких (а також рубки і кабіни прожектора) використаний кришталь завтовшки 21 см. Для занурення і спливання використовуються баластові цистерни об'ємом 150,72 м³, їх наповнення і продування здійснюється через 2 крани, розташованих в кормовій частині корабля, причому насоси для продувки цистерн настільки потужні, що забезпечують спливання з глибини до 2 км. Так, у романі описується епізод, коли насоси викинули залишки води з баластових цистерн на висоту близько 40 м. Всі двигуни на кораблі — електричні, джерелом електроенергії є надпотужні натрієві батареї. Максимальна швидкість — 50 вузлів, максимальна глибина занурення — понад 16 кілометрів. Для отримання прісної води з морської на «Наутілусі» використовується установка для дистиляції. Відсутність системи регенерації повітря (Немо порахував її зайвою) і необхідність регулярної вентиляції позбавляють корабель повної автономності (максимальна тривалість занурення «Наутілуса» — близько 5 діб).

### Внутрішнє планування

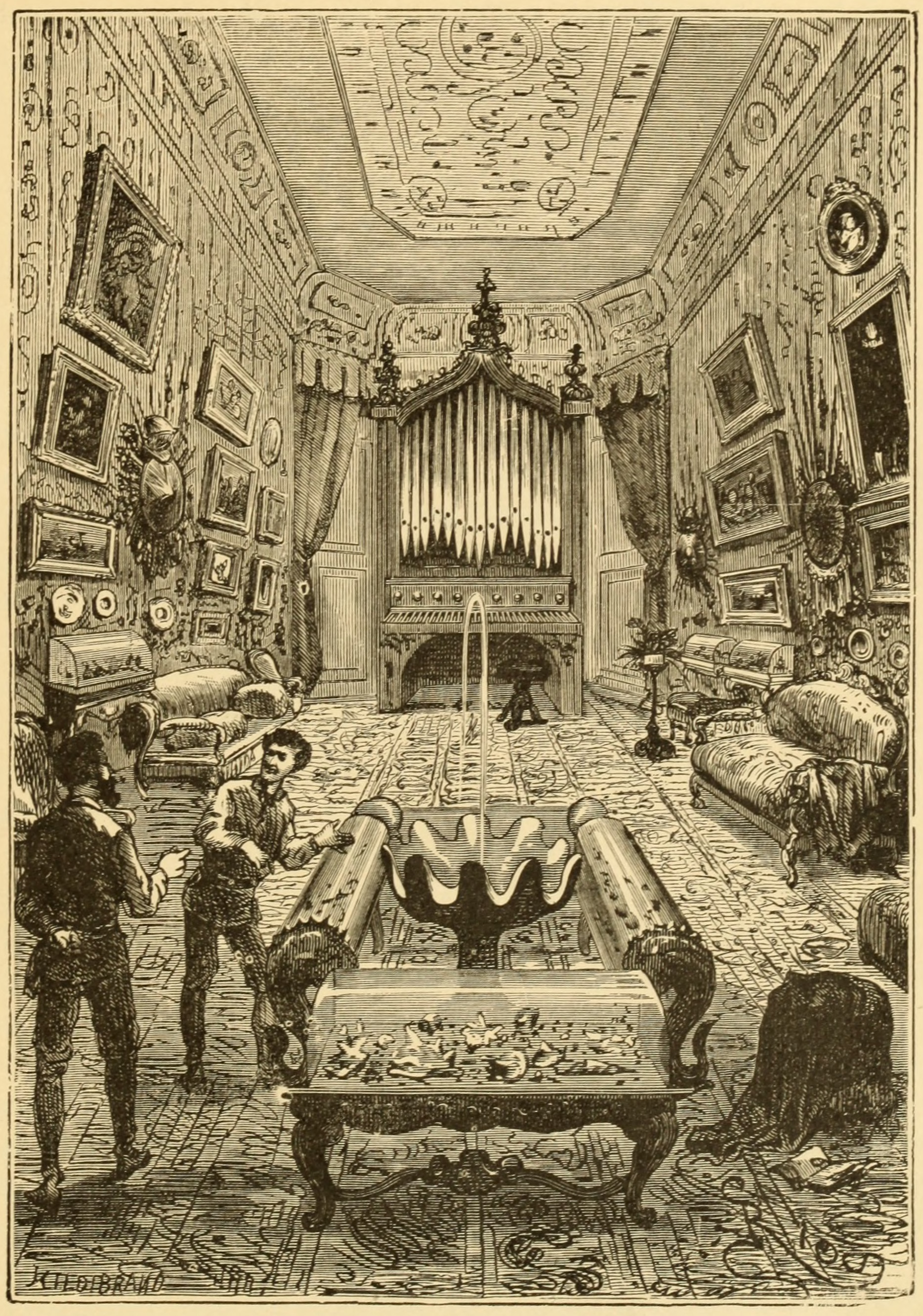
Салон

Якщо йти від форштевня до міделю, то перші 7,5 метрів займає резервуар для зберігання повітря. За ним йде каюта завдовжки 2,5 метра, в якій жив професор Ароннакс. Далі розміщена каюта капітана завдовжки 5 метрів. Каюта капітана описується як суворе приміщення, з меблів у ній лише залізне ліжко, робочий стіл, кілька стільців і умивальник.
Водонепроникною перебіркою від них відділений салон. Це простора зала завдовжки 10, завширшки 6 і заввишки 5 метрів. За візерунчастим орнаментом стелі, витриманого в дусі мавританських склепінних покриттів, ховаються потужні лампи освітлення. Капітан Немо тут влаштував справжнісінький музей мистецтва та дарів природи. Стіни обтягнуті тканими шпалерами зі строгим малюнком. Близько 30 картин в однакових рамах, відокремлені одна від іншої щитами з лицарськими обладунками, прикрашають стіни. З майстрів представлені: Рафаель, Леонардо да Вінчі, Корреджо, Тіціан, Веронезе, Мурільйо, Гольбейн, Веласкес, Рібера, Рубенс, Тенірс, Доу, Метсю, Паулюс Поттер, Жеріко, Прюдон, Бакхейзен, Берне, Делакруа, Енгер, Де Камп, Труайон, Месоньє, Добіньї, Клод Жозеф Верне. При цьому роботи новомодних на той час майстрів відсутні, про що сказано окремо. Всю стіну між дверима займає величезна фісгармонія, на якій розкидані партитури Вебера, Россіні, Моцарта, Бетховена, Гайдна, Меєрбера, Герольда, Вагнера, Обера, Гуно та багатьох інших. У кутах на високих п'єдесталах встановлено кілька мармурових і бронзових копій античних скульптур. Поряд з творами мистецтва сусідять творіння природи, представлені водоростями, раковинами та іншими дарами океанської фауни і флори. Посеред салону з гігантської тридакни б'є фонтан, освітлений знизу електрикою. Краї мушлі витончено зазубрені, а її діаметр близько 2 м. Навколо мушлі у витончених вітринах, уставлених у мідь, розбиті за класами і підписані етикетками рідкісні експонати океанічних вод.

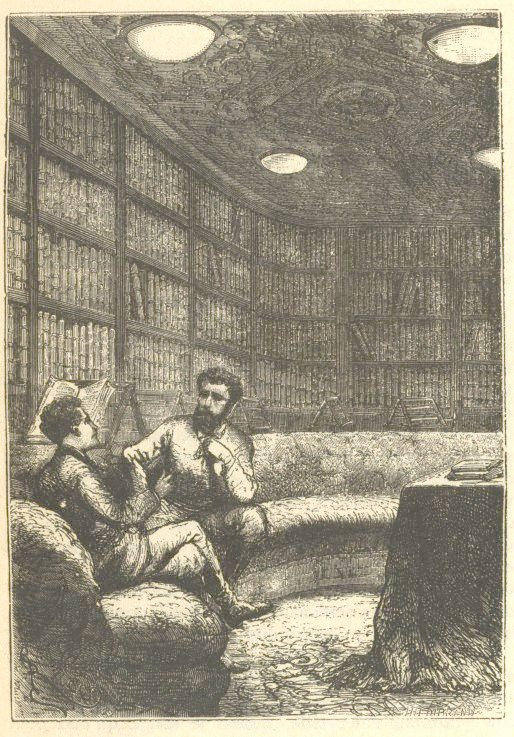
Бібліотека

Після салону і другої водонепроникної перегородки розташоване приміщення бібліотеки (вона ж — курильня) завдовжки 5 метрів. Уздовж стін приміщення встановлені книжкові шафи з чорного палісандрового дерева з бронзовими інкрустаціями, що займають весь простір від підлоги до стелі. На деякій відстані від шаф встановлені суцільні широкі дивани, оббиті коричневою шкірою, поблизу диванів розставлені легкі пересувні підставки для книг. Посеред бібліотеки встановлений великий стіл. На стелі розташовані 4 світильники з матового скла, а саму стелю прикрашає барельєф. Бібліотека «Наутілуса» налічує 12 тис. томів.
Далі йде їдальня завдовжки 5 метрів, оброблена і мебльована зі строгим смаком. По обох кінцях їдальні стоять високі дубові поставці, інкрустовані чорним деревом, на їхніх полицях з хвилеподібними краями встановлене начиння з дорогого фаянсу, порцеляни, кришталю і срібла. Посеред зали встановлено стіл. Щоб пом'якшити світло стельових світильників застосовано витончений розпис стелі.
За третьою водонепроникною перебіркою розташоване невелике приміщення, в якому встановлений трап, що веде до шлюпки. Далі йде ще одна каюта завдовжки 2 метри (в ній жили друзі професора — його слуга Консель і гарпунер Нед Ленд), а після неї камбуз завдовжки 3 метри, розташований між двома місткими сховищами. Біля камбуза розміщується комфортабельна ванна кімната з кранами для гарячої і холодної води. Після неї йде матроський кубрик завдовжки 5 метрів.
Четверта водонепроникна перебірка відокремлює кубрик від машинного відділення, яке займає в довжину 20 метрів і яскраво освітлене. Приміщення складається з двох половин: у першій розміщені батареї, які виробляють електричну енергію, у другій — машини, що обертають гвинт корабля.
Якщо брати до уваги тільки вартість корпусу та обладнання, то «Наутілус» на момент свого створення коштував близько двох мільйонів франків, а з урахуванням колекцій і художніх творів, що зберігаються в ньому, — не менше як чотири або п'ять мільйонів франків.

### «Наутілус» у романі «Двадцять тисяч льє під водою»
«Наутілус» з'являється на перших сторінках роману і майже відразу ж показує свої неймовірні ходові якості, обганяючи всі тодішні пароплави. Спочатку всі вважають, що це тварина: його приймають то за гігантське китоподібне (нарвала), то за кракена. Невдовзі через збіг обставин на його борт потрапляють троє пасажирів — професор Ароннакс, його слуга Консель і гарпунер Нед Ленд. Вони ж і дізнаються назву корабля, а «Наутілус» досить скоро показує їм свої можливості.
Так завдяки йому герої змогли побачити життя морських глибин.
Море було чітко видне в радіусі однієї милі від «Наутілуса». Яке видовище! Яке перо змогло б описати його! Хто зумів би намалювати ефект світла, що пронизує прозорі шари, і поступове пом'якшення тонів і відтінків од верхніх до нижніх шарів океану!

Згодом автор неодноразово описує своє захоплення мешканцями глибин в їхньому природному середовищі. У Саргасовому морі «Наутілус» здійснює занурення на глибину 16 кілометрів, без будь-яких пошкоджень.
«Наутілус» спустився ще нижче, незважаючи на те, що йому доводилося витримувати величезний тиск. Я відчував, як здригаються болти металевої обшивки, згинаються його розпори, риплять перегородки, ніби прогинаються всередину під тиском води вікна салону. І коли б цей корабель не мав міцності суцільного литого блоку, яким зробив його капітан, він давно б уже був розплющений.

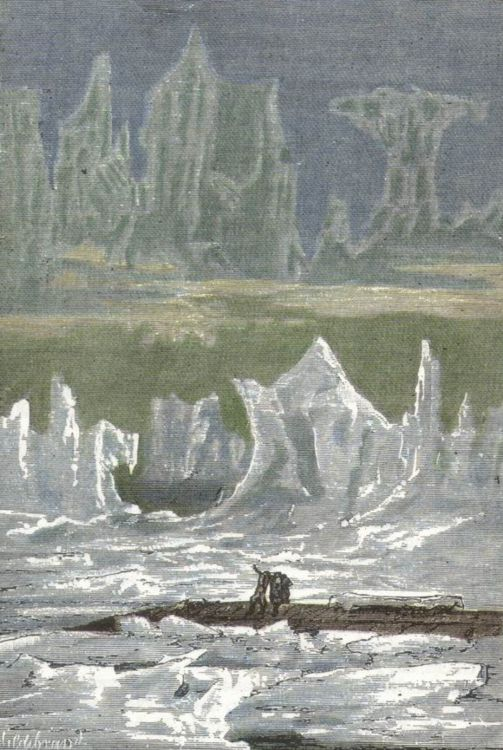
В крижаних торосах біля південного полюса

Потім герої на «Наутілусі» здійснюють похід під кригою до Південного полюсу, на місці якого розкинувся невеликий острів, і Немо встановлює на полюсі свій прапор.
 Нарешті, я, капітан Немо, 21 березня 1868 року досягнув Південного полюса, або дев'яностого градуса південної широти, і вступив у володіння цією частиною земної кулі, що є шостим її континентом..
«Наутілус» допоміг своєму капітанові зробити багато відкриттів, саме завдяки йому Немо відкрив тунель під Суецьким перешийком, розкрив таємницю загибелі Лаперуза, зміг дослідити низку підводних печер і знайшов Атлантиду.
Водночас «Наутілус» показує себе як бойовий корабель. Вже на початку роману згадується його випадкове зіткнення з пасажирським судном, коли таран пробив п'ятисантиметрову сталь з такою легкістю, що на судні це відчули лише як легкий поштовх. Після цього випадку газети починають звинувачувати «гігантського нарвала» (за якого спочатку приймали «Наутілус») у загибелі кожного зниклого судна. Але тільки з другої половини роману Ароннакс зі своїми супутниками змогли на власні очі переконатися у бойових можливостях корабля. Перше ж, описане в романі, бойове застосування «Наутілуса» досить незвичне: Немо використовує його для знищення зграї кашалотів.

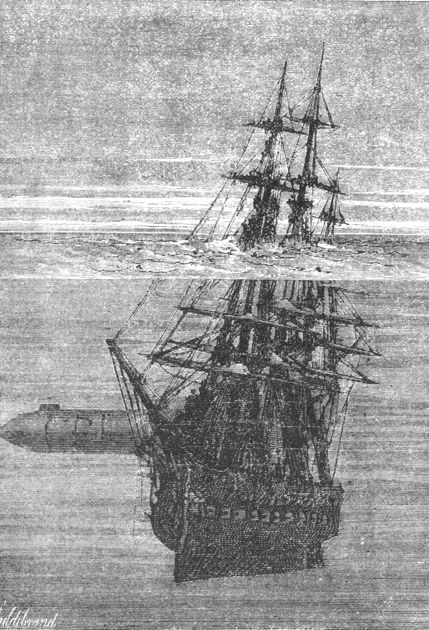
«Наутілус» поряд з кораблем, що тоне

Також «Наутілус» показує себе як «знаряддя помсти», і якщо один з розділів містить лише натяк на його бій з фрегатом (при цьому смертельного поранення зазнає один з матросів), то ближче до кінця роману докладно описується, як він топить військовий корабель, що його атакує.
У цей час швидкість «Наутілуса» помітно збільшилась. Очевидно, він брав розгін. Увесь корпус його здригався.
Раптом я скрикнув. Пролунав удар, але порівняно легкий. І все ж таки я відчув силу, з якою встромився в щось стальний бивень. Почулося скреготіння й тріск. «Наутілус», якого продовжувала нести сила інерції, пройшов крізь усю щільну масу корабля, як голка крізь полотно.

Наприкінці роману, під час втечі пасажирів, «Наутілус» потрапив у величезний вир — Мальстрем, але, як пізніше з'ясовується в романі «Таємничий острів», зумів вибратися з нього.

### Остання гавань

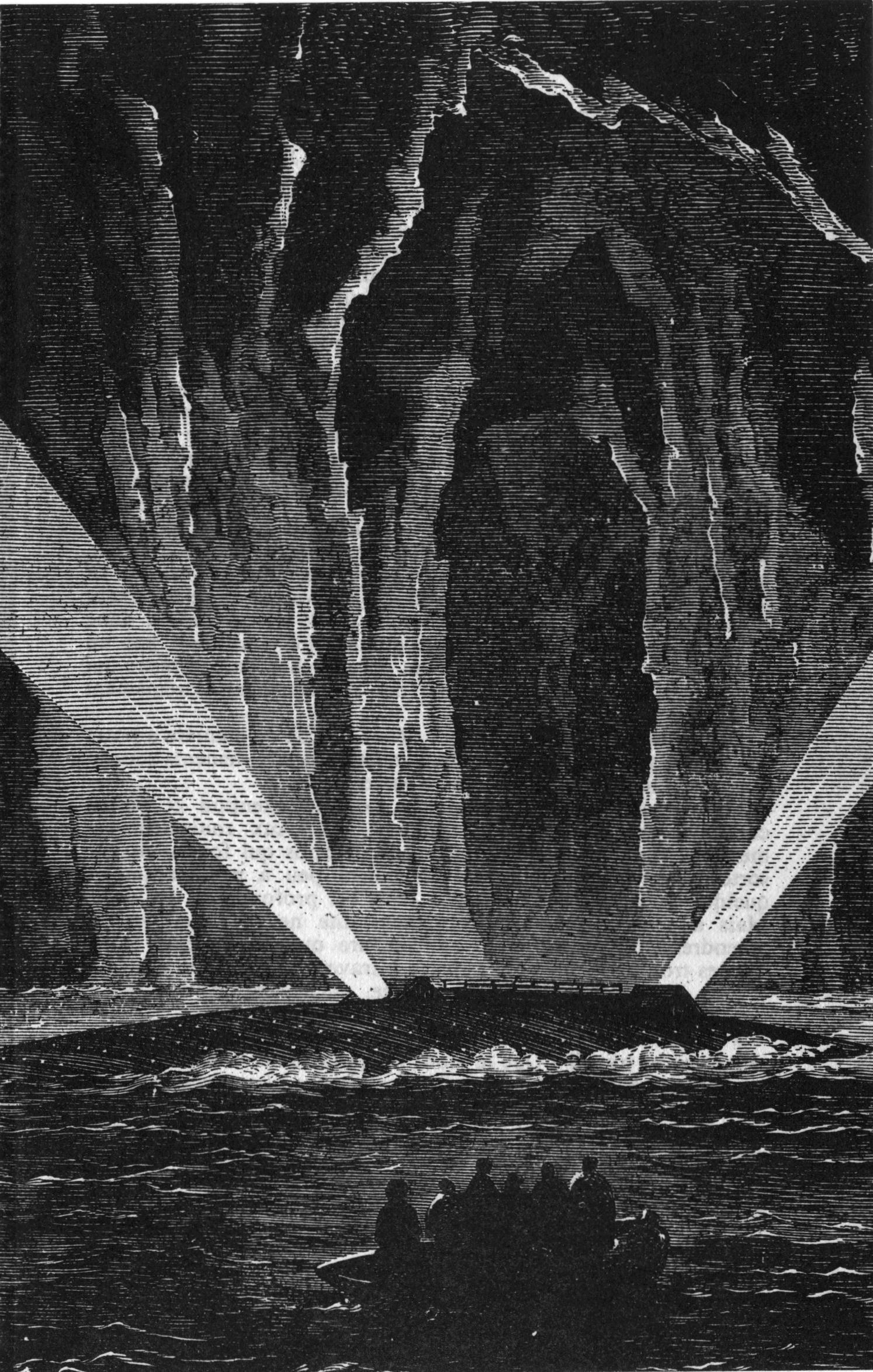
«Наутілус» у печері острова Лінкольна

Згодом всі супутники Немо померли і капітан, якому виповнилося 60 років, залишився один на один зі своїм кораблем. Він відвів «Наутілус» в одну з гаваней, які іноді слугували йому місцем стоянки. Ця гавань перебувала під островом Лінкольна. Через шість років, коли на острові розбився аеростат з мандрівниками зі США, Немо спробував спливти, але виявилося, що під дією вулканічних сил базальтова скеля піднялася, і корабель не міг вийти з підводної печери. «Наутілус» виявився в пастці. Через кілька років Немо, відчувши свою смерть, викликав за допомогою телеграфа на «Наутілус» колоністів. Після спілкування з ними він виклав їм своє останнє прохання:
…я хочу, щоб «Наутилус» був мені могилою. Це буде моя труна. Всі мої друзі покояться на дні моря, і я теж хочу лежати там.
Колоністи пообіцяли виконати його прохання і після смерті Немо щільно закрили на човні всі двері та люки, після чого на кормі відкрили обидва продувних крани. 16 жовтня 1868 року в печері Даккара «Наутілус» занурився під воду назавжди, а 9 березня 1869 року, після тривалого виверження гори Франкліна, стіни печери обрушилися і від води, яка хлинула в жерло вулкана, гора і значна частина острова були знищені. «Наутілус» виявився остаточно похований під уламками порід.

### Критика
1968 року в № 3 журналу «Наука і життя» опубліковано статтю інженера-кораблебудівника А. Гроссмана «Комфортабельний „Наутілус“ і тісна „Пантера“» (сторінки 84-85). У ній автор доводив, що «Наутілус» насправді неможливий, оскільки не зможе зануритися під воду, а вага човна сильно завищена. Як доказ інженер наводив те, що на кораблі занадто просторі зали при мінімумі обладнання, тож «Наутілус» як для свого великого об'єму занадто легкий і, згідно з законом Архімеда, буде постійно плавати на поверхні. Його твердження здалися читачам настільки переконливими, що цю статтю опублікували на своїх сторінках низка друкованих видань. Але вже 1971 року в № 5 того самого журналу, опубліковано статтю інженера Р. Над'ярних «У глибини світового океану» (по підводні апарати), де на виносці до тексту (сторінка 45) її автор вказав на помилковість статті Гроссмана, оскільки останній забув про ще один фактор — вагу самого корпусу підводного човна. Однак більшість читачів на цей зв'язок просто не звернули уваги.
Довести неспроможність статті Гроссмана досить просто. Обсяг корабля становить 1500 м³, тобто для того, щоб «Наутілус» зміг опуститися під воду, його вага мала бути не менше як 1500 т. Загальна вага корабля складається з наступного:
1. Водний баласт — близько 150 т (150,72 т).
2. Зовнішній корпус — близько 400 т (394,96 т).
3. Внутрішній корпус — близько 400 т (товщина його стінок в романі не вказується, але робити їх тоншими за стінки зовнішнього корпусу немає ніякого сенсу).
4. Кіль — близько 60 т (62 т).
5. Перебірки, шпангоути, підпірки, гребний гвинт, бойовий бивень, трюмна палуба — близько 150 т.

Разом: для того, щоб «Наутілус» зміг зануритися під воду, його машини, обладнання, батареї, обстановка, твердий баласт та інше повинні важити близько 340 т, чого цілком можна досягнути на практиці. Легкість дерев'яних шаф і деякого обладнання цілком компенсується важким баластом. Так, наприклад, якщо його вагу взяти рівною 240 т, а за матеріал взяти свинець, то він займе об'єм близько 21 м³, що становить 1,4 % від загальної місткості човна.

### Інші підводні човни у творах Жуля Верна

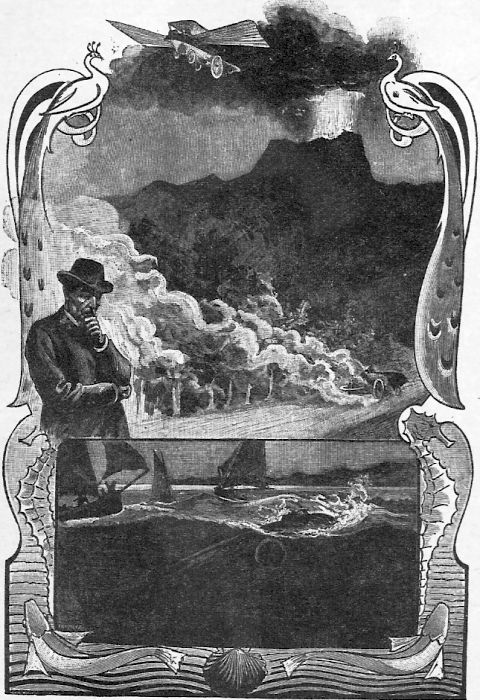
«Грізний» у різних середовищах

Після «20 000 льє під водою» і «Таємничого острова» (1875) Жуль Верн досить довго не повертався до підводних човнів. Нарешті 1896 року вийшов роман «Прапор вітчизни» де фігурує підводний човен. Як і в «Наутілуса», його головною зброєю є таран, але за розмірами він набагато менший, обладнаний перископом, а джерелом електроенергії є акумулятори. Докладніший опис субмарини в романі відсутній. Командує ж ним не шляхетний капітан, як Немо, а Кер Каррадже — лиходій, який використовує субмарину для піратських нападів на кораблі. Пізніше в романі на деякий час з'являється ще одна субмарина — «Суорд», а потім йде опис битви двох підводних човнів, яка закінчується поразкою «Суорда». Наприкінці роману Кер Каррадже і його субмарина (яку інакше як «буксир» і не називають) гинуть.
1904 року вийшов роман «Володар світу», де з'являється «Грізний» — машина здатна пересуватися по повітрю, по землі, по воді і під водою. «Грізний» має металевий корпус веретеноподібної форми, завдовжки 10 м. Корпус досить вузький, причому біля носа загострюється сильніше ніж до корми. Приводом машини по землі слугують 4 спицевих колеса з широкими шинами, а під водою рухається за допомогою двох турбін Парсонса. Для орієнтації під водою в носовій частині встановлено перископ. Для руху по повітрю слугують крила, які зазвичай притиснуті до бортів і розправляються лише в польоті. Джерелом енергії є потужні електричні акумулятори. Капітаном «Грізного» є Робур, який раніше з'являвся в романі «Робур-завойовник». Наприкінці роману він, уявивши себе Володарем природи, направляє машину в самий центр грози, де «Грізного» вражає удар блискавки і він падає в океан.
Обидва романи видано великим тиражем і перекладено на багато мов світу, але вони так і не досягли популярності «20 000 льє під водою» і «Таємничого острова», а «Грізний» так і залишився лише однією з вигадок письменника.

## Культурні аспекти

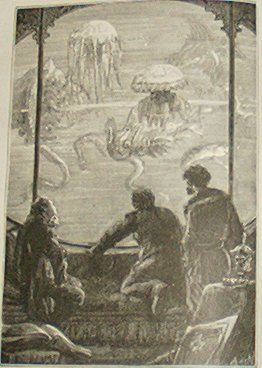
Герої роману «20 000 льє під водою» спостерігають за підводним життям

«Наутілус» міг би виявитися звичайною фантастичною машиною з роману, якби не капітан Немо. Автор спочатку задумував Немо як польського революціонера, що холоднокровно топить російські кораблі, а «Наутілус» був машиною для вбивств. Однак Етцель був проти такого персонажа і змусив письменника повністю переробити його. У підсумку Немо з поляка став індусом, з вбивці-месника — бунтівником, борцем з агресією, а також морським вченим. Згодом багато якостей капітана Немо стали мимоволі привласнювати і його кораблю. «Наутілус» перестав бути машиною для вбивства і став вважатися не лише швидкохідним підводним човном, якову підвладні всі глибини, але також і зброєю відплати, дослідною лабораторією і підводною обителлю відлюдника. З його допомогою Немо не лише топив кораблі агресорів, а й допомагав пригнобленим, а також вивчав підводне життя. Відомий морський дослідник Жак-Ів Кусто нерідко порівнював себе з героями роману:
Через Червоне море йде спеціально обладнаний корабель. У його носовій частині біля дна влаштована кабіна з широкими підводними ілюмінаторами. Сидячи в ній, можна оглядати водну товщу на десятки метрів навколо. З'являється зграя дельфінів. Вони пливуть перед самим склом наввипередки з кораблем, і кіноапарат фіксує їх невловимі витончені рухи.
Мимоволі згадується книга Жуля Верна «20 000 льє під водою», якою всі ми захоплювалися в дитинстві. Там супутники капітана Немо таким самим чином вели свої спостереження над підводними жителями.
Також на користь «Наутілуса» і назва роману, якого автор спочатку планував назвати «Капітан Немо», оскільки основний акцент у ньому він робив саме на образі капітана. Проте Жуль Верн незабаром змінив назву на «20 000 льє під водою», і це відіграло значну роль. Так вже сама назва малює в підсвідомості читачів образи морських глибин, сам корабель, і лише потім — капітана. Частково завдяки цьому, за високої популярності роману, «Наутілус» і став одним з найвідоміших підводних човнів у світі.

### «Наутілус» у творах інших авторів
У 1993—2002 роках Вольфганг Гольбайн видав серію книг під загальною назвою «Діти капітана Немо» (інша назва — «Операція Наутілус»). Дію романів перенесено в 1916 рік, у часи Першої світової війни, а головний персонаж — молодий син принца Даккара на ім'я Майкл. Основна дія розгортається на борту «Наутілуса», проте сам корабель, судячи з рідкісних згадувань його конструкції, багато в чому відрізняється від корабля з романів Жуля Верна. Так у Гольбайна «Наутілус» обладнаний перископом, якого в 1869 році ще не існувало, прожектор розміщений на носі корабля, а двигунами слугують двигуни внутрішнього згоряння (в романі не раз згадуються насоси для подачі пального). Загалом у серію входять 12 книг.

### «Наутілус» у кіно— і телефільмах

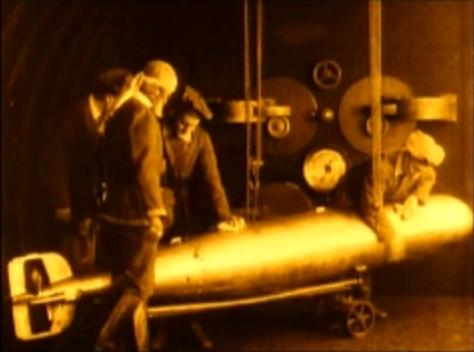
Носовий відсік «Наутілуса» у фільмі «20 000 льє під водою» 1916 року

«Наутілус» присутній у всіх кіно — і телефільмах, які є екранізаціями відповідних творів Жуля Верна або знятих за їх мотивами або з участю їх героїв. Зокрема, «Наутілус» можна побачити в таких кіно — і телефільмах:
- «20 000 льє під водою» (1907, 1916, 1927, 1952, 1954, 1997, 1997 (II), 2007)
- «Таємничий острів» (1902, 1921, 1929, 1941, 1951, 1961, 1963, 1973, 1975, 1995, 2001, 2005)
- «Капітан Немо і Підводне місто» (1969)
- «Капітан Немо» (1975)
- «Повернення капітана Немо» (1978)
- «Немо» (1984)
- «Ліга видатних джентльменів» (2003)
- «Наутілус: Повелитель океану» (30 000 льє під водою) (2007)
- «Подорож 2: Таємничий острів» (2012)

При цьому в більшості фільмів «Наутілус» сильно відрізняється від опису в книзі. Зовні він найчастіше схожий на велику рибу, але в деяких фільмах (наприклад, «Капітан Немо») він виглядає як сучасний підводний човен і навіть обладнаний перископом. Також спостерігається великий розкид розмірів, від скромних до колосальних. Наприклад, у фільмі 1954 року «20 000 льє під водою» його довжина становить 32 метри (виходячи з довжини його натурної моделі), а в «Лізі видатних джентльменів» — кілька сотень метрів. Нерідко змінюється і тип атаки «Наутілуса», наприклад, у «20 000 льє під водою» (1954) він не проходить крізь корпус корабля, а робить пробоїну в його днищі з допомогою плавця — «Пилки», встановленого в носовій частині, а в однойменному фільмі 1916 року човен озброєний торпедами.
Варто згадати, що в деяких з перерахованих вище фільмів «Наутілус» взагалі не має практично нічого спільного з описом Жуля Верна. Приміром, у 2007 році вийшов фільм «Наутілус: Повелитель океану», де сам «Наутілус» — фантастичний підводний човен величезних розмірів, зовні більше схожий на радянський підводний човен проекту 941. Приблизно так само йдуть справи в згаданому вище фільмі «Ліга видатних джентльменів» (2003), де «Наутілус» зовні сильно нагадує величезну атомну субмарину, здатен розвивати величезну швидкість і озброєний балістичними ракетами.
Також корабель з назвою «Наутілус» з'являється в серіалі «Зоряний шлях: Вояжер» в епізоді «Year to hell» (8-а і 9-я серії 4-го сезону).
У січні 2009 року режисер МакДжи заявив про свій намір зняти фільм за мотивами роману «20 000 льє під водою» для студії Walt Disney Pictures. За його словами, фільм буде про життя молодого принца Даккара і про створення «Наутілуса». Однак незабаром кіностудія заморозила проект, а у 2010 році знову повернулася, запропонувавши цього разу зйомки режисерові Девідові Фінчеру. Також про свій намір зняти фільм з вільної адаптації «20 000 льє під водою» і заявила студія Fox.

### «Наутілус» в анімації
Як і в кіно, в анімації «Наутілус» часом сильно відрізняється від свого опису в романі, як зовнішнім виглядом, так і розмірами. Так, наприклад, в аніме «Nadia: The Secret of Blue Water» він більше схожий на футуристичний корабель з майбутнього, а розмірами перевищує літературний оригінал в кілька разів, що пов'язано з тим фактом, що в цьому аніме «Наутілус» — відновлений і перероблений міжпланетний крейсер, залишений з часів Атлантиди.
«Наутілус» з'являється таких анімаційних фільмах і аніме:
- «Сім'я Бренді на Таємничому острові» (1972)
- «20 000 льє під водою» (1972, 1975, 2002)
- «Таємничий острів» (1975, 2001)
- «Підводні пригоди капітана Немо» (1975)
- «Велика морська битва: 20 000 миль любові» (1981)
- «Damu Toraburu Tondekeman» (1990)
- «Nadia: The Secret of Blue Water» (1990—1991)
- «Віллі Фог 2» (1993)
- «Космічні страйкарі» (1995)
- «Джонні Браво» (2000)

### «Наутілус» в комп'ютерних і відеоіграх
1984 року Synapse Software випустила гру Nautilus, де завдання гравця полягає в управлінні підводним човном і відбитті атак спрутів і надводних кораблів
.
У 1988 році Coktel Vision випустила відеогру 20 000 Lieues sous les Mers, де зовнішній вигляд «Наутілуса» скопійовано з сучасних підводних човнів, а внутрішні приміщення оформлено в стилі стимпанк.
10 жовтня 2002 року Cryo Interactive Entertainment випустила гру «Світи Жуля Верна: Таємниця Наутілуса», де всі основна дія розгортається всередині «Наутілуса»
.
3 листопада 2004 року The Adventure Company випустила гру Return to Mysterious Island (укр. Повернення на таємничий острів), де «Наутілус» переважно зображений відповідно до його опису в романі
.
У 2007 році компанія 1С випустила гру «Рекс і капітан Немо», де образ «Наутілуса» запозичений у раковини однойменного молюска.
Існує модифікація гри Far Cry (2004) під назвою «Таємничий острів» за однойменним романом Жуля Верна.

### Інше
Відомий рок-гурт «Наутілус Помпіліус» хоч і названий на честь молюска Наутілуса (Nautilus Pompilius), але його назву настільки часто асоціювали з літературним «Наутілусом», що соліста — В'ячеслава Бутусова, нерідко називали капітаном Немо.

У 2003 році компанія RoverComputers назвала на честь фантастичної субмарини свою нову серію ноутбуків — RoverBook Nautilus. Президент компанії прокоментував назву так: 
 Свого часу ідеї, викладені в романі Жуля Верна «20 000 льє під водою», були по-справжньому революційні. І багато в чому залишаються такими на сьогодні.
Також ім'я «Nautilus» носить спроектований NASA житловий космічний модуль BA 330 (його перший запуск в космос намічений на 2014 рік).

## «Наутілус» і реальні підводні кораблі
Жуль Верн не був ні автором ідеї підводного корабля, ні першим, хто назвав такий корабель «Наутілусом». Реальний підводний човен «Наутілус» Фултона 1800 року будівництва хоч і був вкрай недосконалий, але здійснив реальні занурення і пересувався під водою. У роки громадянської війни в США підводні і напівпідводні бойові кораблі будувалися і застосовувалися в бойових діях (втім, здебільшого без особливого успіху).

Довжина «Наутілуса» Жуля Верна становила 70 метрів, максимальна ширина — 8 метрів, водотоннажність — півтори тисячі тонн. Головна його зброя — надзвичайно твердий сталевий таран, здатний пробити корпус будь-якого корабля. Він був здатний опуститися на глибину 16 тисяч метрів і розганятися під водою до 50 вузлів. І це в той час, коли реальні підводні човни могли пересуватися під водою зі швидкістю не більше як 5 вузлів і занурюватися на глибину, що не перевищувала 25 метрів. До того ж, жоден з побудованих або тільки задуманих у кресленнях реальних підводних човнів не мав такого потужного, практично невичерпного «палива», яким був забезпечений «Наутілус» — електрики. Електроенергія забезпечує корабель всім: вона обертає гвинт і приводить в роботу компресори, освітлює глибини океану і внутрішні приміщення, дозволяє готувати їжу і отримувати дистильовану воду. Конструкція човна включає в себе всі основні елементи підводних човнів, на ньому застосовані найсучасніші, на той момент часу, ідеї і розробки, а метод занурення за допомогою горизонтальних стерен широко використовують усі сучасні субмарини. «Наутілус» навіть зумів вибратися з величезного виру, а про його надійність свідчить той факт, що впродовж усього роману жодного разу не згадуються якісь технічні неполадки. Для свого часу «Наутілус» був ідеальним підводним кораблем. Немо навіть дозволив собі якось помітити: 
 … в галузі суднобудування наші сучасники випередили стародавніх ненабагато. Кілька століть знадобилося, щоб відкрити механічну силу пари! Хто знає, чи з'явиться навіть через сто років другий «Наутилус»! Прогрес рухається повільно, пане Ароннакс!

На що Ароннакс йому відповів: 
 Абсолютно правильно, ваше судно випереджає свою епоху на ціле століття, якщо не на цілі століття!
Однак, невдовзі після виходу роману прогрес у розвитку підводного флоту почав набирати обертів. Випуск підводних човнів збільшився, а їх конструкцію почали все більше вдосконалювати. Уже 1886 року в Англії спустили на воду субмарину з електричним двигуном, яку назвали на честь корабля капітана Немо — «Nautilus». У червні 1904 року в журналі «Popular Mechanics» вийшла стаття Верна «Майбутнє підводного човна», де він стверджував, що майбутнє за міні-субмаринами, оскільки знайти для підводних лайнерів надпотужні джерела електроенергії і сперудження великих суден, здатних витримати тиск на значній глибині були, на думку письменника, нездійсненними завданнями.
 У майбутньому човни будуть меншими, ніж сьогодні, і управляти ними будуть одна-дві людини.

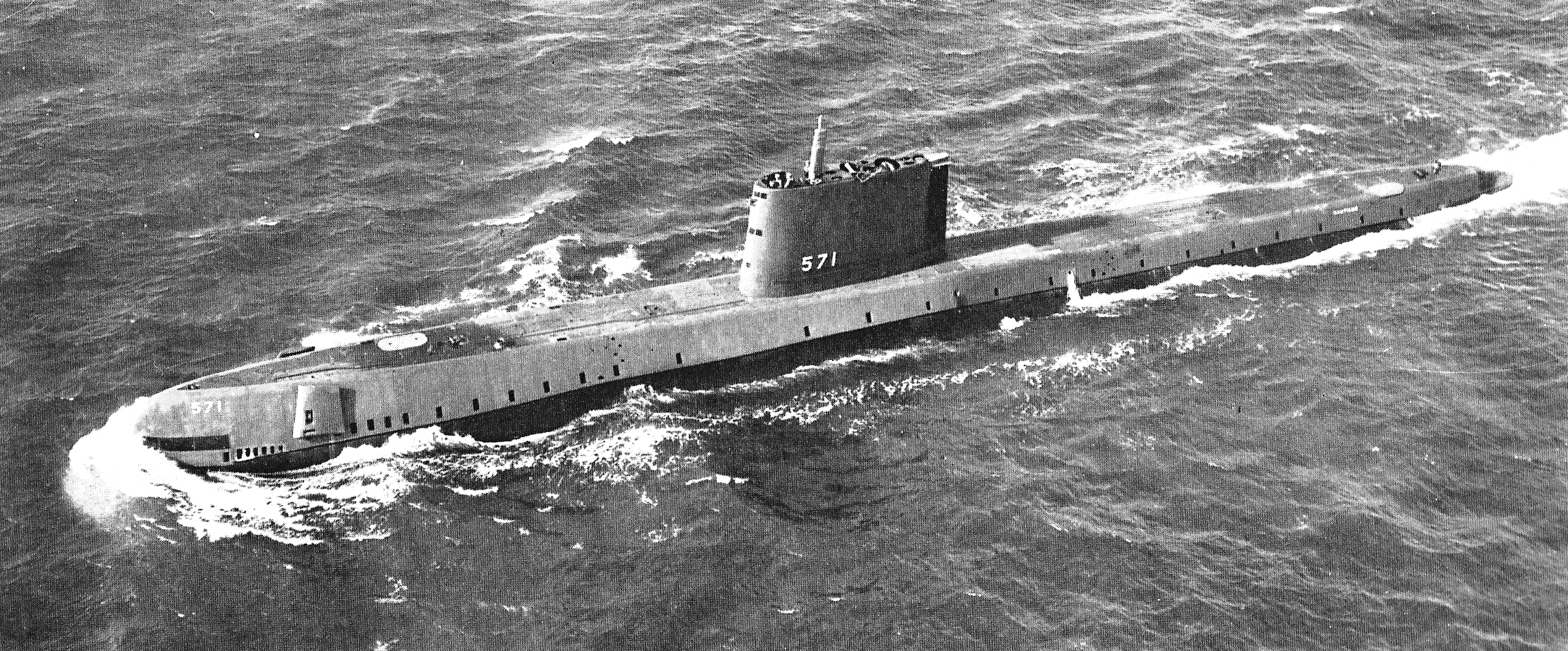
SSN-571 «Nautilus»

Але вже до 1930-х років підводні човни досягли розмірів «Наутілуса». 1931 року зроблено першу в світі спробу допливти до Північного полюсу на підводному човні. Її здійснили полярні дослідники Р. Вілкінс і Х. Свердруп на субмарині О-12, переобладнаній з бойової на дослідну, яку названо «Nautilus». 28 серпня човен досяг рекордної широти — 82° пн. ш., але через несприятливу льодову обстановку 6 вересня був змушений повернути назад. Втім, цей похід підтвердив можливість використання субмарин для наукових досліджень, оскільки під час плавання були зібрані цінні дані про рельєф дна Північного Льодовитого океану. У 1954 році в США спустили на воду перший у світі атомний підводний човен — SSN-571. Ядерний реактор став для субмарин потужним, практично невичерпним джерелом енергії, роблячи їх повністю автономними. SSN-571 являв собою найдосконаліший, на той момент, підводний човен, за що дістав назву «Nautilus». Влітку 1958 року, в умовах підвищеної секретності, SSN-571 «Nautilus» здійснив похід під полярними льодами, і 3 серпня о 23:15 він уперше в історії пройшов Північний полюс у підводному положенні. Згодом він здійснив ще низку значних походів. 17 березня 1959 року, рівно через 91 рік після вигаданого походу «Наутілуса» до Південного полюса, підводний човен SSN-578 «Skate» в реальності повторив його досягнення, спливши на Північному полюсі. А 1966 році радянські АПЧ вперше в історії здійснюють навколосвітнє плавання без єдиного спливання на шляху прямування
Неможливість підводних човнів опускатися на дно океану з лишком покривають батискафи. Так 23 січня 1960 року. через 92 роки після літературного занурення «Наутілуса», швейцарський вчений Жак Пікар і лейтенант ВМС США Дон Волш на батискафі «Трієст» здійснили рекордне занурення на глибину 11 кілометрів у Маріанський жолоб і виявили там високоорганізоване життя.
Сучасні підводні човни за водотоннажністю перевершують «Наутілус» Верна в десятки разів, за швидкістю вони майже його наздогнали (рекорд швидкості серед субмарин — 44,7 вузла, встановлений радянським АПЧ проекту 661), а їх екіпаж становить понад сотню осіб. Також вони мають обладнання та озброєння, про яке Верн не міг навіть мріяти (або відмовився з тих чи інших причин обладнати ними «Наутілус»): перископ, сонар, установки регенерації повітря, супутниковий зв'язок, торпеди, балістичні ракети та багато чого іншого. Якщо в 1860—1870-х роках конструкцію «Наутілуса» вважали фантастичною, то через трохи більше як століття вона виявилася застарілою.
Втім, його конструкція все ще популярна і знаходить застосування в туристичному бізнесі. Так в 2006 року на виставці в Дубаї компанія Exomos представила проект підводного човна «Nautilus». Зовнішній вигляд субмарини максимально наближений до літературного прототипу. Її пасажиромісткість становить 10 осіб, а гранична глибина занурення — 30 метрів. Вартість субмарини — 3 млн доларів.

## Галерея

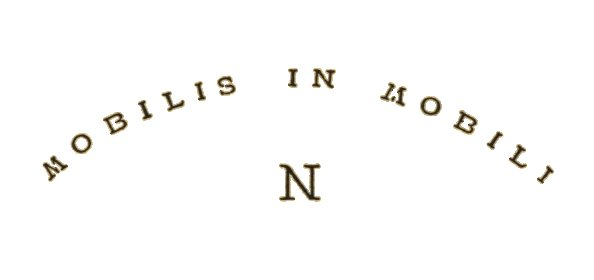
«Mobilis in mobili» («Рухомий у рухомому»)
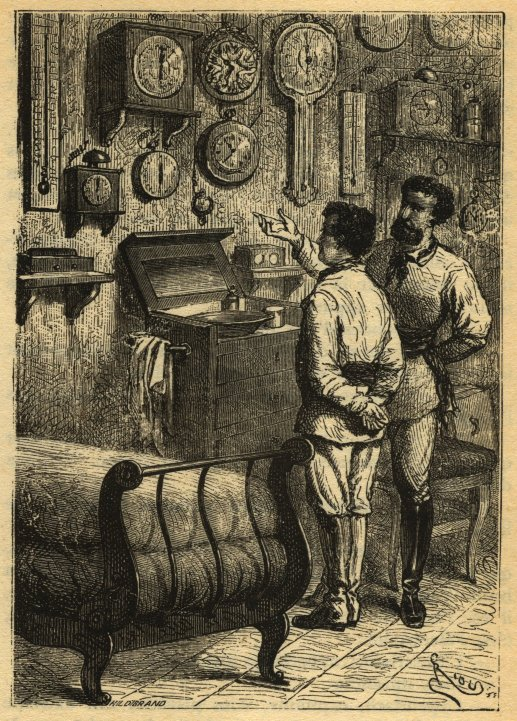
У капітанській каюті
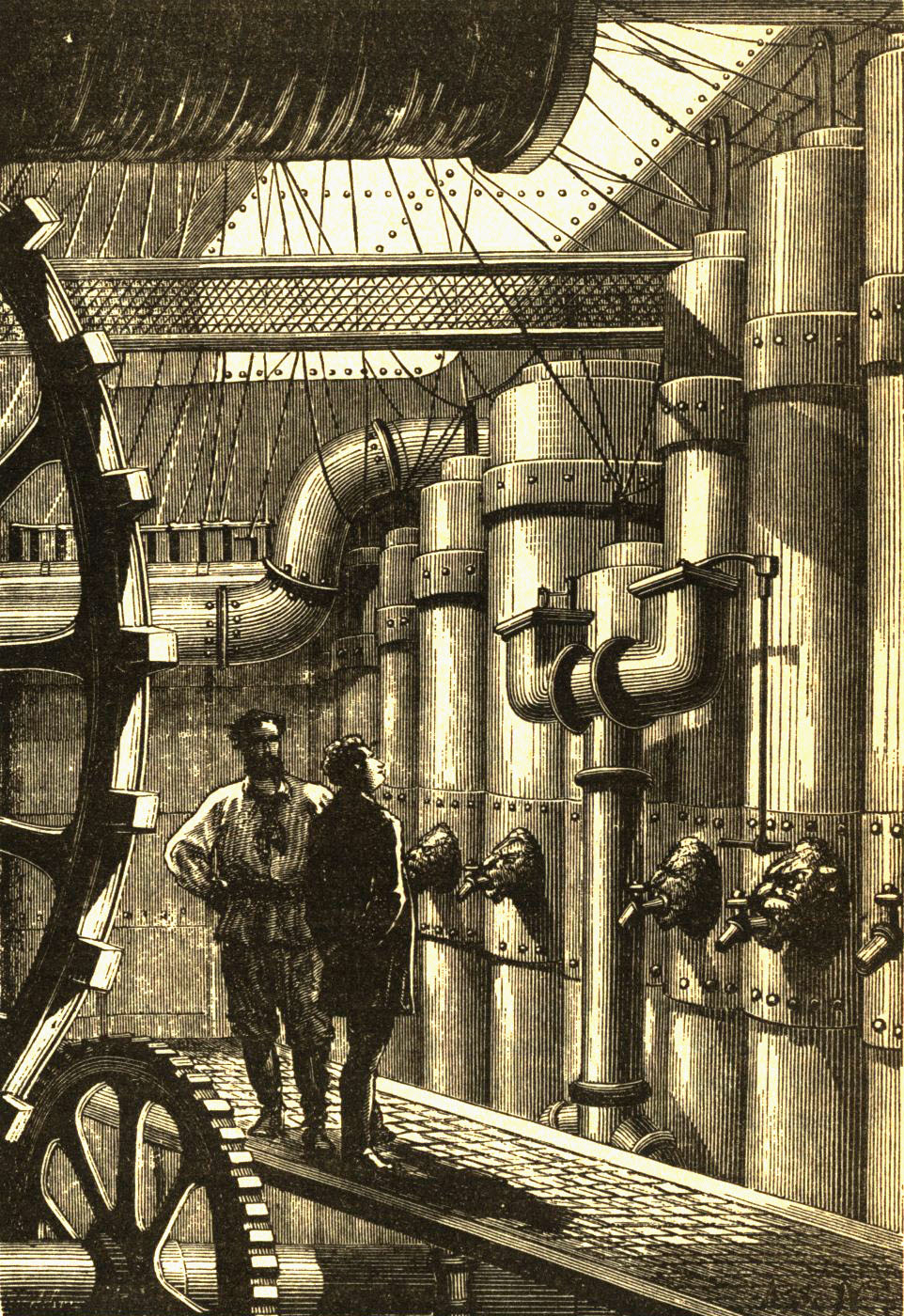
У машинному відділенні
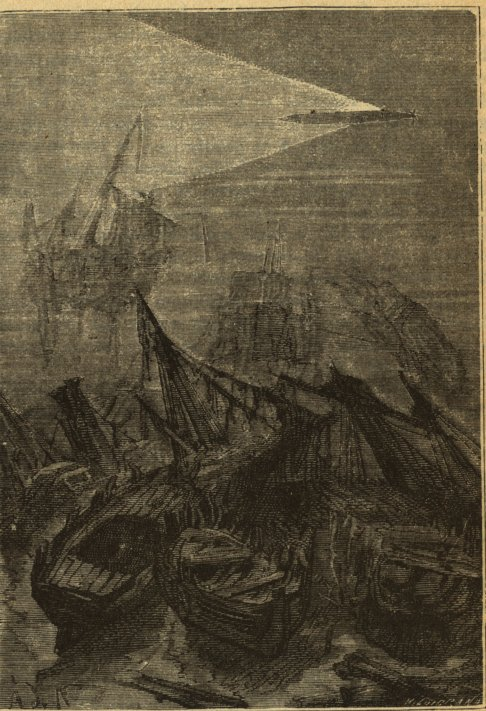
«Наутилус» у Гібралтарській протоці
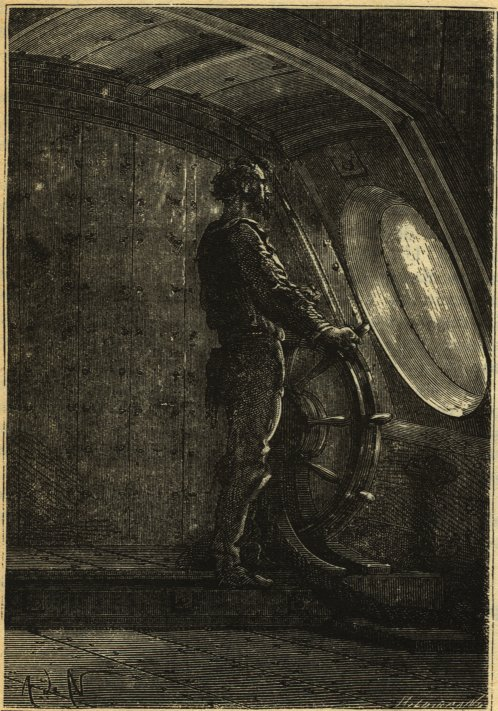
У рубці
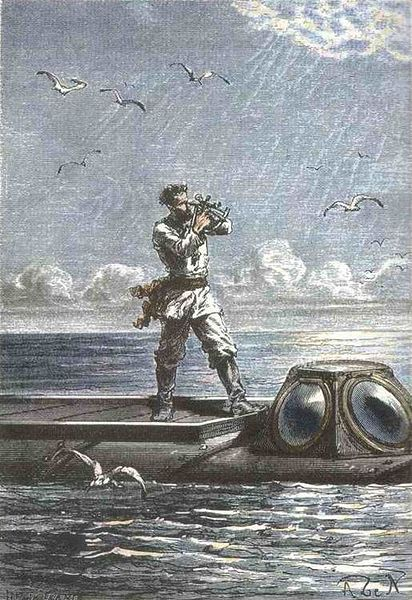
Немо на палубі «Наутилуса»
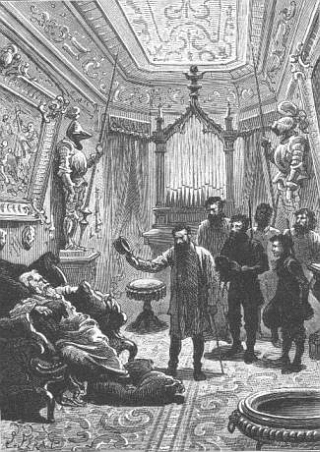
Колоністи прийшли на «Наутилус» до Немо
«Наутилус» у паризькому Діснейленді«Наутилус» у паризькому Діснейленді[58]